# Bödldorf
Bödldorf ist ein Gemeindeteil von Kröning im niederbayerischen Landkreis Landshut. Das Dorf Bödldorf liegt circa zwei Kilometer westlich von Kröning auf der Gemarkung Jesendorf.

## Geschichte
Der Ort, der als Bauensemble auf der bayerischen Denkmalliste steht, liegt etwa im Zentrum der durch das Hafnerhandwerk bekannten Gemeinde Kröning. In Bödldorf werden schon 1474 drei Hafner erwähnt. Im Zeitraum von 1767 bis 1903 sind durchgehend fünf Hafnerwerkstätten nachweisbar.

## Sehenswürdigkeiten
- Uiderl-Hof
- Kapelle